# Ichneumon nigellus
Ichneumon nigellus là một loài tò vò trong họ Ichneumonidae.